# Gammon India
Gammon India ist ein indischer Baukonzern, der 1922 gegründet wurde und seinen Hauptsitz in Mumbai hat. Gammon zählt zu den größten zivilen Bauunternehmen des Landes und beschäftigt neben 3.350 eigenen Angestellten bis zu 200.000 Tagelöhner.

## Geschichte
Das Unternehmen wurde 1922 von John C. Gammon für die Gründung des Gateway of India gegründet.
2015 übernahmen die Gläubiger die Kontrolle über das Unternehmen.
Gammon India ist mehrheitlich an Franco Tosi Meccanica, SAE Power Lines und Sofinter in Italien beteiligt.